# Odontomera terminalis
Odontomera terminalis är en tvåvingeart som först beskrevs av Walker 1853.  Odontomera terminalis ingår i släktet Odontomera och familjen Richardiidae. Inga underarter finns listade i Catalogue of Life.